# Parroquia de Saint Peter (Barbados)
Saint Peter es una parroquia de Barbados situada en la zona norte de la isla. La parroquia de Saint Peter está representada en la Asamblea de Barbados por un diputado.

## Atracciones
- Parque nacional Farley Hill.
- Reserva de fauna salvaje de Barbados.
- Abadía de San Nicolás, antigua plantación de caña de azúcar.

- Datos: Q932723
- Multimedia: Saint Peter, Barbados / Q932723